# Мохаммед Аль-Хілайві
Мохаммед Аль-Хілайві,також  Мехмед Ель-Хілайві ' ' ' (араб. محمد الخليوي; нар. 1 вересня 1971, Джидда — пом. 13 червня 2013, Джидда) — саудівський футболіст, що грав на позиції захисника.
Виступав, зокрема, за клуб «Аль-Іттіхад», а також національну збірну Саудівської Аравії, у складі якої був учасником двох чемпіонатів світу та переможцем Кубка Азії 1996 року.

## Клубна кар'єра
У дорослому футболі дебютував 1989 року виступами за команду клубу «Аль-Іттіхад» з Джидди, в якій провів чотирнадцять сезонів, ставши за цей час разом з командою 5 разів чемпіоном Саудівської Аравії, 3 рази володарем Кубка наслідного принца Саудівської Аравії, по 2 рази володарем Кубка Саудівської федерації футболу і Саудівсько-єгипетського суперкубка і по одномуму разу переможцем Кубка володарів кубків Азії і Клубного кубка чемпіонів Перської затоки.
Згодом протягом 2003—2005 років захищав кольори команди клубу «Аль-Аглі».
Завершив професійну ігрову кар'єру у клубі «Охуд», за команду якого виступав протягом 2005—2009 років.

## Виступи за збірну
20 жовтня 1992 року дебютував в офіційних матчах у складі національної збірної Саудівської Аравії в матчі фіналу Кубка Короля Фахда 1992 року проти Аргентини, в якому саудити поступились 1:3 і не здобули трофей. Восени того ж року Аль-Хілайві поїхав з командою на Кубок Азії 1992 року в Японії, де його команда знову поступилась у фінальному матчі, на цей раз господарям японцям 0:1 і здобула «срібло».
Через два роки поїхав на перший в історії збірної чемпіонат світу 1994 року у США, де саудіти сенсаційно вийшли в плей-оф, а сам Мохаммед зіграв у всіх чотирьох матчах.
Згодом брав участь з командою у домашньому Кубку Короля Фахда 1995 року, а також футбольному турнірі Олімпійських ігор 1996 року у Атланті, будучи одним з двох гравців, старше 23-років, втім збірна виступала невдало, не виходячи з групи. Але у грудні 1996 року в Кубку Азії 1996 року в ОАЕ Саудівська Аравія здобула титул переможця турніру, а сам Аль-Хілайві зіграв у всіх п'яти матчах. Ця перемога дозволила збірній поїхати на перший в історії розіграш Кубка конфедерацій 1997 року у Саудівській Аравії. На цьому турнірі 16 грудня 1997 Аль-Хілайві забив свій перший гол за збірну у грі проти Австралії (1:0), принісши перемогу своїй команді, втім вона не дозволила азіатам вийти з групи.
Наступного року зіграв на другому для себе чемпіонаті світу 1998 року у Франції, зігравши у двох матчах. Ще напередодні турніру, 9 травня 1998 року, Мохаммед провів свій 100-й матч за збірну у товариській грі Тринідаду і Тобаго (2:1).
Згодом зіграв у складі збірної на Кубку конфедерацій 1999 року у Мексиці, ставши з командою четвертим і Кубку Азії 2000 року у Лівані, де разом з командою здобув «срібло». 5 жовтня 2001 року у матчі проти Ірану (2:1) зіграв свій останній матч за збірну, який став 163 у кар'єрі. За цим показником Аль-Хілайві став дев'ятим футболістом в історії за кількістю зіграних матчів за збірну.
Помер 13 червня 2013 року на 42-му році життя у місті Джидда від серцевої недостатності.

## Досягнення

### Клуби
- Чемпіон Саудівської Аравії: 1996/97, 1998/99, 1999/00, 2000/01, 2002/03
- Володар Кубка наслідного принца Саудівської Аравії: 1990/91, 1996/97, 2000/01
- Володар Кубка Саудівської федерації футболу: 1996/97, 1998/99
- Володар Кубка володарів кубків Азії: 1999
- Володар Саудівсько-єгипетського суперкубка: 2001, 2003
- Володар Клубного кубка чемпіонів Перської затоки: 1999

### Збірна
- Володар Кубка Азії: 1996
- Срібний призер Кубка Азії: 1992, 2000
- Володар Кубка арабських націй: 1998
- Фіналіст Кубка арабських націй: 1992
- Володар Кубка націй Перської затоки: 1994
- Фіналіст Кубка націй Перської затоки: 1998